# Robinson (Minnesota)
Robinson is een gemeentevrij gebied in St. Louis County, dat gelegen is in de Amerikaanse staat Minnesota. Het gebied telt 20 inwoners en ligt tussen de plaatsen Tower en Ely op een hoogte van 450 meter. De Minnesota State Highway 1 en Minnesota State Highway 169 zijn in het gebied gelegen.
Dicht bij het gebied ligt het Bear Head Lake State Park.